# Novovolodîmîrivka, Camenița
Novovolodîmîrivka (în ucraineană Нововолодимирівка) este un sat în comuna Șustivți din raionul Camenița, regiunea Hmelnîțkîi, Ucraina.

## Demografie
Componența lingvistică a localității Novovolodîmîrivka
     Ucraineană (100%)
Conform recensământului din 2001, toată populația localității Novovolodîmîrivka era vorbitoare de ucraineană (100%).